# 邓小平之死
1997年2月19日21时08分，中国共产党“第二代中央领导集体的核心”，曾任中共中央顾问委员会主任、中央军委主席、全国政协主席的中華人民共和國最高領導人邓小平因帕金森病晚期併發肺部感染，致使呼吸循环功能衰竭，抢救无效，在北京逝世，享年93岁（虚龄95岁）。

## 病情发展
邓小平自1994年10月1日后没有公开露面。
1996年12月12日，邓小平因呼吸道疾病住进中国人民解放军总医院南楼病房。
1997年1月1日起，中国中央电视台第一套节目播出传记纪录片《邓小平》（共12集），当时已患帕金森氏症晚期的邓小平本人在病房收看了全部12集描写他的传记纪录片（在邓小平逝世后的哀悼期内，央视每日在《新闻联播》后安排重播这部纪录片）。1997年1月，除江泽民外的多数十四届中共中央政治局常委均有京外行程，胡锦涛更按计划出访古巴、墨西哥和哥伦比亚。
1997年2月初（即春節前夕），病情略有平稳的邓小平向前去探望的时任中共中央总书记江泽民传达了自己对全国各族人民的节日祝贺，并希望在以江泽民为核心的中共中央领导下“把今年恢复对香港行使主权和召开党的十五大这两件大事办好”；同月，离京的党和国家领导人全部赶回北京。
1997年2月15日正月初九，邓小平夫人卓琳及子女致信江泽民，向其转告邓小平的临终嘱托。
1997年2月19日正月十三，邓小平的呼吸功能已经衰竭，只能借助机器呼吸；当晚21时08分，由阜外心血管医院名誉院长陶寿淇与301医院副院长牟善初牵头的医疗组宣布停止抢救，邓小平逝世，享年93岁。

## 治丧

### 消息发布
1997年2月19日21时许，中共中央办公厅紧急通知中央電視台新闻中心派两组记者赶往北京解放军总医院（301医院）；时任中国中央电视台台长杨伟光在时任央视新闻中心副主任孙玉胜的陪同下，亦从顺义县（后改为顺义区）的培训基地紧急赶回央视复兴路大楼，以等待正式新闻稿，当时中共中央宣传部主管新闻的副部长徐光春、中华人民共和国广播电影电视部部长孫家正及副部长田聪明、中央人民广播电台台长安景林和中国国际广播电台台长张振华亦赶到中央电视台二层的新闻中心待命。
香港傳訊電視（CTN）创办人于品海于1997年2月19日23时许得知邓小平逝世的消息后，紧急召回CTN中天频道编辑部工作人员。中天频道编辑部获悉北京2月19日23时许的反常情况，并向多名省部级领导求证后，于1997年2月20日1时18分许，播出邓小平逝世的消息。
1997年2月20日凌晨1时04分，美国有线电视新闻网（CNN）引述“尚未证实的消息”称“邓小平已经逝世”。
1997年2月20日凌晨2时，新华社正式播发邓小平逝世的消息；与此同时，中国中央电视台综合频道和中国中央电视台國際頻道于凌晨2时整紧急插播《重要新闻》，分别由播音员罗京和徐俐播报讣告、《告全党全军全国各族人民书》、《邓小平同志治丧委员会名单》和治丧委员会1号公告；中国中央电视台综合频道在当日早上6點的《早间新聞》，分别由播音员羅京和李瑞英播報上述文件。当天的《整点新闻》（各时段）、《新闻30分》、《新闻联播》和《晚间新闻》亦播报相关消息。
1997年2月20日凌晨2时42分，路透社播发邓小平逝世的消息。

### 遗体火化
1997年2月24日，江泽民、李鹏、乔石、李瑞环、朱镕基、刘华清、胡锦涛、荣毅仁等党和国家领导人到中国人民解放军总医院瞻仰邓小平的遗体，并护送遗体到八宝山革命公墓火化，沿途有十余万群众目送。
1997年2月24日上午9時34分，鄧小平的遺體被送至八寶山革命公墓火化。从解放军总医院到八宝山的复兴路至石景山路一线聚集了前去悼念的百萬民众，北京大学生命科学学院部分大学生更打出写有“再道一声：小平您好”的横幅——而在1984年国庆游行时举出“小平你好”标语的正是来自北京大学生物系的大学生。

### 追悼大会
1997年2月25日上午10时，中共中央、全国人大常委会、国务院、全国政协、中央军委在人民大會堂大禮堂舉行鄧小平同志追悼大會，时任国务院总理李鹏宣布大会开始，时任中共中央總書記江澤民致悼詞，大会在《国际歌》歌声中结束。与此同时，中国中央电视台所有频道和中央人民广播电台所有频率并机直播邓小平的追悼大会（各地方电视台和广播电台同步转播）；当晚的《新闻联播》亦全程播报相关消息。

### 海葬
1997年3月2日，遵遗嘱，邓小平的骨灰在胡锦涛、温家宝和邓小平夫人卓琳的陪护下撒入大海，其角膜亦捐出。

## 各方反应

### 中华人民共和国
1997年2月20日早7时01分，北京天安门广场升旗仪式降半旗以悼念邓小平。由于1997年元宵节为2月21日（邓小平逝世后两天），民众在21日当天停止原定的元宵节活动。
从1997年2月20日起，包括中央电视台所有频道在内，全国几乎所有的广播电台和电视台暂停播出一切娱乐性节目，各地方一些广播频率和电视频道甚至还全天转播中央人民广播电台第一套节目及中央电视台第一套节目。中央电视台第一套节目在邓小平逝世后的哀悼期内，每日在《新闻联播》后安排重播传记纪录片《邓小平》。直到1997年3月2日（邓小平骨灰撒入大海当日）之后，各大电视台和广播电台才逐步恢复正常编排。
原定2月19日至25日召开的第八届全国人大常委会第二十四次会议提前至2月23日闭会。葡萄牙总统若热·桑帕约也按计划于2月23日至3月2日访华，因处于治丧期间而不举行欢迎仪式。

### 中华民国
前民主進步黨資深黨員王老養（後來的台湾共产党創黨主席）想去北京祭拜邓小平，但在澳门机场转机时突然被李登輝政府方面告知不能去，最后只好在澳门机场遥寄哀思。王老養說，他沒有讀過马克思與列宁的著作、也不了解中共老一辈知名领袖，但他十分敬佩邓小平，因为邓小平“为国家和人民做了很多贡献”。

### 英属香港
1997年2月25日上午10时（即邓小平追悼大会开始时），香港九廣鐵路上进出紅磡站的列车鸣笛3分钟，以示哀悼。

### 国际反应

#### 国际和地区组织
- 聯合國
  - 1997年2月20日，依据联合国1947年旗典，按例，联合国总部降半旗[24]:692[25]:410[26]:526、联合国大会默哀[27][28]:134[29]:163。

### 其他
- 中华人民共和国民主运动人士王軍濤專程去中华人民共和国驻美国大使馆送花圈公開悼念鄧小平，此事當時在民運圈頗有非議。